# Henning Camre
Henning Camre (født 15. november 1938 i Randers) er dansk filmfotograf og tidligere administrerende direktør for Det Danske Filminstitut (DFI).

## Biografi
Han blev født i Randers som søn af fabrikant Sigfred Niels Juel Camre og hustru Carna. Politikeren Mogens Camre var hans storebror.
Henning Camre startede som filmfotograf på en række film fra 1970'erne, heriblandt en række af Jørgen Leths film fra perioden. Fra midten af årtiet blev han direktør for Den Danske Filmskole, inden han i 1992 blev leder af The National Film and Television School i England. I 1998 blev han så hentet tilbage til Danmark for at lede det omstrukturerede og udvidede DFI.

## Tillidsposter
- Medlem af den danske UNESCO-nationalkommission

## Hæder
- 1971: Bodil for bedste fotografering (Giv Gud en chance om søndagen)
- 1990: Chevalier de l'Ordre des Arts et des Lettres
- 2005: Ridder af Dannebrogordenen
- 2007: Æres-Robert

## Filmografi (udvalg)
Henning Camre har været filmfotograf på følgende film:
- Det perfekte menneske (1967)
- Giv Gud en chance om søndagen (1970)
- Og så er der bal bagefter (1970)
- Løgneren (1970)
- Farlige kys (1972)
- Afskedens time (1973)
- Nitten røde roser (1974)
- Det gode og det onde (1975)
- Notater om kærligheden (1989)